# Kokekko
Kokekko (コケッコ?) es un videojuego de para arcade de tipo medal game publicado por Konami en 1990. Este juego, se presenta al personaje, la gallina, tiene que salvar a los pollitos y sale puntos cuando salga el bono.

## Otras Apariencias
- En Tsurikko Penta, Kokekko hace un cameo en letrero, donde Penta pesca a un pez.

- Datos: Q20995128